# Petkova mošeja v Isfahanu
Petkova mošeja v Isfahanu (perzijsko مسجد جامع اصفهان, latinizirano: Masjid-e-Jameh Isfahan), znana tudi kot mošeja Atiq (مسجد عتیق), je zgodovinska kongregacijska mošeja (Jāmeh) v Isfahanu, Iran. Mošeja je rezultat nenehne gradnje, rekonstrukcije, dozidave in obnove na mestu od okoli leta 771 do konca 20. stoletja. Veliki bazar v Isfahanu je proti jugozahodnemu krilu mošeje. Od leta 2012 je na seznamu Unescove svetovne dediščine. Je eden največjih in najpomembnejših spomenikov islamske arhitekture v Iranu.

## Zgodovina

### Zgodnja zgodovina
Prva mošeja na tem mestu je bila zgrajena okoli leta 771, v času vladavine abasidskega kalifa Al-Mansurja. Ta prva stavba je bila razmeroma majhna in je merila približno 52 krat 90 metrov. Zgrajena je bila iz blatne opeke in je imela štukature v siro-mezopotamskem slogu abasidske arhitekture. Njene ostanke so izkopali v 1970-ih letih med študijami današnje mošeje.
Mošejo so nato zamenjali z večjo v letih 840-841 med vladavino Al-Mu'tasima. Ta nova stavba je merila približno 88 x 128 metrov in je imela drugačno usmerjenost kible kot prva. Imela je veliko osrednje dvorišče, obdano z arkadno in hipostilno dvorano iz pečenih opečnih stebrov, ki so podpirali bodisi ravno streho ali streho iz opečnih obokov. Hipostilna dvorana je bila dve obočni poli globoka ob straneh, štiri obočne pole globoka na strani nasproti kibli (severozahodni) in šest obočnih pol globoko na strani kible, kjer je bila glavna molitvena dvorana. Prehod, ki je vodil do mihraba mošeje, je bil nekoliko širši od ostalih prehodov. Nobenega znaka ni, da bi imela nova mošeja minaret, kljub obstoju te značilnosti v drugih mošejah tega obdobja.
Pod nadzorom rodbine Buyidov (10.-11. stoletja) so okoli dvorišča, pred obstoječimi dvoriščnimi fasadami, dodali še eno arkado opečnih slopov. Namesto prejšnjega štukaturnega okrasja so bili novi dodatki okrašeni z vzorci, ustvarjenimi z opeko, položenimi v kroge, diamantne oblike, cikcak in drugimi geometrijskimi vzorci, podobnimi opečnim zidom, ki jih najdemo v drugih spomenikih iz obdobja Buyidov. Natančen datum te prenove je negotov, vendar nekateri ocenjujejo, da je bilo okoli 975 ali konec 10. stoletja.

### Seldžuško obdobje
Naslednje velike spremembe mošeje so se zgodile pod pokroviteljstvom Seldžukov. Isfahan je postal prva prestolnica Seldžuškega cesarstva po njegovi osvojitvi leta 1050. Seldžuki so spremenili razmeroma enotno in egalitarno obliko hipostilne stavbe, najprej z zamenjavo stebrov pred mihrabom (na južni strani mošeje) z velikim kupolastim prostorom v letih 1086–87. To je bilo storjeno pod pokroviteljstvom Nizama Al Mulka, slavnega vezirja Malik Šaha. Nova kupola je bila največja zidana kupola v takratnem islamskem svetu. Ima osem reber in je podprta na masivnih slopih. Uvedel je tudi nov tip pendantiva, ki je sestavljen iz banjastega oboka, nameščenega nad dvema četrt kupolama, ki so ga kmalu zatem kopirali v druge mošeje. Kupolast prostor je bil morda mišljen kot maksura  (مقصورة, 'zaprt prostor'), območje, rezervirano za sultana in njegovo spremstvo med molitvami.
V letih 1088–1089 je na severni strani mošeje zgradil drugo kupolo tekmec Nizama al-Mulka, Taj Al Mulk. Funkcija te kupolaste komore je negotova. Čeprav je vzdolž osi sever–jug, je bila zunaj meja mošeje. Kupola velja za mojstrovino srednjeveške iranske arhitekture. Za razliko od preprostejše osemrebraste kupole Nizama A-Mulka ima severna kupola prepletena rebra v obliki petkotnikov in vzorce peterokrake zvezde čez kupolo, kar je pomemben tehnični in estetski napredek. Spodnje stene sobe so svetlejšega in elegantnejšega videza, različni elementi stene in kupole pa so tudi bolje poravnani navpično, tako da je pogled usmerjen navzgor.
Naslednja večja preobrazba se je zgodila v začetku 12. stoletja, verjetno po tem, ko je mošejo poškodoval požar v letih 1121–1122. Da bi izboljšali pristop do kupolaste komore mihraba, ki je stal osamljen sredi starejše hipostilne dvorane, je stebričast prostor med kupolo in dvoriščem nadomestil velik ivan (na eno stran odprta obokana dvorana). Ta velika obokana dvorana je na eni strani odprta na dvorišče in vodi v kupolasto dvorano skozi vrata na drugi strani. Za pohvalo so gradbeniki ustvarili še tri monumentalne ivane na sredini vsake druge strani dvorišča. Južni ivan dvorišča (ki vodi do mihraba) se je od drugih ivanov razlikoval po tem, da je bil večji in okrašen z veliko nivoji muqarnas (tridimenzionalna geometrijska kompozicija niš). Te preobrazbe so privedle do tega, da je mošeja dobila sedanjo obliko štirih ivanov, vrsto postavitve, ki je pozneje postala razširjena v Iranu in drugih delih islamskega sveta. Poleg štirih ivanov so s križno rebrastimi oboki prenovili preostale obočne pole starih hipostilnih dvoran. Teh manjših obokov je okoli 200 in vsi imajo različne oblike in prikazujejo bogato paleto geometrijskih okraskov. Nekaj teh del je bilo verjetno izvedenih v poznem 11. ali zgodnjem 12. stoletju, vendar je kronologija gradnje tukaj nejasna in številni oboki verjetno izvirajo iz različnih obdobij popravil in obnove.
- Južni ivan dvorišča (vodi do mihrabske sobe)
- Detajli in oboki muqarnas v južnem ivanu
- Zahodni ivan dvorišča
- Vzhodni ivan dvorišča
- Severni ivan dvorišča
- Notranjost in detajli severnega ivana
- Primer raznolikosti manjših kupol v hipostilni molitveni dvorani

### Poznejše spremembe in prizidki
Po tem so bile kasnejše spremembe mošeje bolj omejene. Kljub temu je bilo skoraj v vsakem obdobju opravljeno nekaj dela, kar je odražalo spreminjajoče se potrebe skupnosti in spreminjajoče se okuse novih vladarjev. Pod Ilkanatskim sultanom Oldžejtujem (vladal 1304–1317) je bila arkada okrog stranic dvorišča navpično razdeljena na dve ravni, kot je videti danes. Oldžejtu je ustvaril še eno pravokotno molitveno dvorano ali "zimsko dvorano", ki meji na severno stran zahodnega ivana mošeje. To dvorano pokriva vrsta izjemnih prečnih obokov, njena južna stena pa ima dovršeno izklesan štukaturni mihrab iz leta 1310. Pod Muzafaridi je bila na vzhodni strani mošeje dodana medresa, znana kot Muzafaridova medresa, na zahodni pa še ena molitvena dvorana, obe za nekdanjo zunanjo steno mošeje. To delo je verjetno opravil Qutb al-Din Šah Mahmud, guverner Isfahana (vladal 1358–1375), ki je oporekal prestolu s svojim bratom Šah Šoja.
V 15. stoletju so bile spremembe omejene na različna popravila. Obokan strop Oldžejtujeve molitvene dvorane je bil rekonstruiran in iz tega časa morda izvirajo številni manjši oboki in kupole hipostilne dvorane. Na jugovzhodnem vogalu je bila dodana nova molitvena dvorana. Tudi fasade dvorišča so postopoma okrašene s ploščicami. Zlasti bogate ploščice, ki pokrivajo fasado današnjega južnega ivana, so bile prvotno dodane pod pokroviteljstvom vladarja Ak Kojunluja, Uzun Hasana v letih 1475–1476.
Večina safavidskih vladarjev je delala na mošeji, razen šaha Abasa I., ki je bil bolj zaposlen s svojimi novogradnjami okoli trga Nakš-e Džahan. V tem obdobju so bili nekateri deli molitvenih dvoran povečani, na ivane in minarete pa so dodali nove ploščice. Molitveno dvorano Muzaffaridov na zahodni strani je v tem času zamenjala večja »zimska molilnica«, ki jo odlikujejo široki nizki oboki. Nadaljnja popravila in obnove so bila izvedena v času kasnejših dinastij Afsharidov in Kadžarov ter vse do sodobnega časa.
- Molitvena dvorana Ilkanatov (zgodnje 14. stoletje)
- Oldžejtujev štukarski mihrab (1310) v molitveni dvorani Ilkanatov
- Detajli mihraba
- Prečni obokan strop v molitveni dvorani Ilkhanatov
- Mihrab in molitveni prostor medrese Muzaffaridov (14. stoletje)
- Del dekoracije ploščic v južnem ivanu, ki ga je dodal Uzun Hasan v letih 1475–1476
- "Zimska molitvena dvorana", ki so jo zgradili Safavidi, ki je nadomestila prejšnjo dvorano Muzaffaridov
- Detajl minareta in dekoracije ploščic iz poznejših obdobij

## Mošeja danes
Današnja mošeja je mešanica različnih slogov in obdobij, združenih v eno stavbo, katere podrobnosti ni mogoče vedno zlahka datirati. Njegov obod je zdaj temeljito prepleten z okoliškimi strukturami bazarja in starega mesta, tako da predstavlja zelo malo jasnih zunanjih fasad.
- Eden od vhodov v mošejo danes, na zahodni strani
- Model današnje mošeje, ki prikazuje njene različne elemente od zgoraj